# Maorski jezik
Maorski jezik (ISO 639-3: mri; te reo Māori (te reo =jezik), jezik polinezijskog naroda Maora s Novog Zelanda, kojim danas govori još oko 60 000 ljudi na Novom Zelandu (Fishman 1991), a razumije ga ali ne govori, oko 100 000. Prema podacima s početka 21. stoljeća maorskim u svakodnevnom životu kao materinskim jezikom govori oko 30 000 ljudi (4.2% od ukupnoga novozelandskog stanovništva), a 150 000 njime povremeno govori te ga razumije.
Maorskim su govorila mnogobrojna maorska plemena na Sjevernom i Južnom otoku, a imao je brojne dijalekte. Neki od tih dijalekata su nazvani prema lokalitetima: sjevernoaucklandski (north auckland), south island, taranaki, wanganui, bay of plenty, rotorua-taupo i izumrli moriori s otoka Chatham (po plemenu Moriori).
Pripada tahitskoj podskupini polinezijskih jezika. Uz engleski [eng] i novozelandski znakovni jezik [nzs], jedan je od tri službena jezika Novog Zelanda. Piše se latinicom. Etnička populacija: 530 000 (2002 Honolulu Advertiser)
Rarotonški jezik zove se i maorskim jezikom Cookovog otočja, jer se njime služe tamošnji Maori.
Hrvatske riječi maorskog podrijetla su primjerice: kakapo, kivi, moa, tuatara.
Engleski istraživač James Cook je u dnevniku svog prvog putovanja opisao Novi Zeland, te je usporedio jezik novozelandskih i domorodaca otoka Južnoga mora.
| Hrvatski                                                       | Novozelandski               | Jezik otoka Južnoga mora |
| -------------------------------------------------------------- | --------------------------- | ------------------------ |
| Dođite ovamo na obalu, pa ćemo vas poubijati svojim sjekirama! | Haromoi harenta a patu ago! |                          |
| poglavica                                                      | eareete                     | eare                     |
| čovjek                                                         | taata                       | taata                    |
| žena                                                           | ivahina                     | ivahine                  |
| glava                                                          | eupo                        | eupo                     |

## Vanjske poveznice
- Ethnologue (14th)
- Ethnologue (15th)